# Abepalpus archytoides
Abepalpus archytoides là một loài ruồi trong họ Tachinidae.